# Петров, Юрий Владимирович (политический деятель)
Ю́рий Влади́мирович Петро́в (18 января 1939, Нижний Тагил, Свердловская область — 23 октября 2013, Москва) — советский и российский политический, государственный и партийный деятель, дипломат. Первый секретарь Свердловского обкома КПСС (1985—1988), руководитель Администрации Президента Российской Федерации (1991—1993).

## Биография
Родился в семье служащего. После окончания в 1956 году средней школы работал зуборезчиком на Уралвагонзаводе (г. Нижний Тагил), одновременно поступил на вечернее отделение Уральского политехнического института имени С. М. Кирова. В 1957 году, после переезда семьи в Свердловск, работал техником-конструктором в Свердловского проектно-технологического института Министерства оборонной промышленности СССР.
В 1959—1962 годах проходил военную службу по призыву (в Уральском военном округе), потом продолжил учёбу на дневном отделении механического факультета УПИ, после окончания которого вернулся в Нижний Тагил, где течение года работал мастером на Нижнетагильском заводе пластмасс. В октябре 1962 года вступил в КПСС.
В 1966 году окончил механический факультет Уральского политехнического института им. С. М. Кирова (УПИ) по специальности «Технология машиностроения, металлорежущие станки и инструменты».
В 1967 году перешёл на партийно-комсомольскую работу: сначала был заведующим промышленно-транспортным отделом Дзержинского райкома ВЛКСМ Нижнего Тагила, с 1969 г. — заведующий промышленно-транспортным отделом Дзержинского райкома КПСС Нижнего Тагила, с января 1972 года — второй, а с декабря 1974 года — первый секретарь Нижнетагильского горкома КПСС.
В феврале 1977 года избран секретарём Свердловского обкома КПСС. В июне 1982 года переведён на работу заведующим сектором Отдела организационно-партийной работы ЦК КПСС, а в октябре 1983 года — заместителем заведующего Отделом организационно-партийной работы ЦК КПСС (отделом заведовал Е. К. Лигачёв). В апреле 1985 года после перевода Бориса Ельцина в Москву на должность заведующего Отделом строительства ЦК КПСС, возглавил Свердловский обком КПСС.
В июле 1988 года назначен чрезвычайным и полномочным послом СССР в Республике Куба.
Летом 1991 года получил от Президента РСФСР Б. Н. Ельцина предложение возглавить его аппарат, и 5 августа 1991 года был назначен на должность руководителя Администрации президента РСФСР, к исполнению обязанностей приступил 19 августа 1991 года. От должности посла на Кубе был официально освобождён 20 сентября 1991 года.
19 января 1993 года освобождён от должности и через 2 недели — 2 февраля назначен председателем только что созданной Государственной инвестиционной корпорации (Госинкор). Руководил корпорацией до 22 мая 2001 года, затем работал советником нового председателя корпорации В. А. Чернова. В феврале 2003 года Госинкор был ликвидирован.
В 1994—2003 годах (с перерывом в 1996—1998 годах) был председателем совета директоров ИНКОР-банка (в январе 1998 года переименован в Свердловский губернский банк).
Скончался 23 октября 2013 года после тяжёлой, продолжительной болезни. Похоронен на Троекуровском кладбище (уч. 8а) в Москве.

## Участие в работе центральных органов власти в СССР
- член ЦК КПСС (1986—1990);
- депутат Верховного Совета СССР XI созыва (с октября 1986), председатель Комиссии по транспорту и связи Совета Союза;
- депутат Верховного Совета РСФСР IX и XI (1986—1987) созывов;
- делегат XXV—XXVII съездов КПСС и XIX всесоюзной партконференции.

## Награды
- 2 ордена Трудового Красного Знамени (1975, 1980);
- орден «Знак Почёта» (1971);
- медали: «За доблестный труд. В ознаменование 100-летия со дня рождения В. И. Ленина» (1969), «К 40-летию завершения национально-освободительной борьбы чехословацкого народа и освобождения Чехословакии Советской Армией» (1985), «Ветеран труда» (1987), «Защитнику свободной России» (1994);
- Благодарность президента Российской Федерации (9 июля 1996) — за активное участие в организации и проведении выборной кампании Президента Российской Федерации в 1996 году[2];
- Почётная грамота Президиума Верховного Совета РСФСР (1989);
- звание «Почётный гражданин г. Нижний Тагил» (1998).